# 内德·勒纳
爱德华·勒纳或内德·勒纳，电子游戏程序员。
1997年，他参与创办打造「究极网络游戏」（ultimate online game）的Multitude公司。Multitude开发的《FireTeam》是首款支持团队实时语音聊天的网络游戏。